# Jamie Lynn (actriz porno)
Jamie Lynn (Northridge, California; 25 de febrero de 1981) es una actriz pornográfica y modelo erótica estadounidense.

## Biografía
Lynn es de Northridge, California, con tres hermanas y al menos un hermano. Era buena estudiante en la escuela secundaria.
Lynn comenzó a trabajar en la industria porno en 2003, después de que la compañía en la que trabajaba se fuera a la bancarrota. Buscando un cambio de ritmo, respondió a un anuncio de trabajo que buscaba actores y modelos para desnudos. Después de trabajar durante ocho meses con varios aficionados a la fotografía, se reunió con la Penthouse Pet, Jesse Capelli, quien refirió a Lynn con el agente Cam Smith.
Lynn ha sido la Penthouse Pet del Mes (enero de 2005) y la Penthouse Pet del Año (2006). Comenzó su carrera con FTV (First Time Videos).

## Vida personal
Lynn ha sido bastante abierta acerca de su consumo de marihuana, diciendo que ha sido de fumarla desde su primer encuentro con ella a los 14 años, cuando iba a un concierto de Metallica. Fue nombrada por la revista High Times, su primera Diosa Ganja.

## Filmografía
| 2007 - All by Myself 2 - Sweethearts 2006 - All by Myself - Deeper 3 - No Cocks Allowed! 2 - Peek: Diary of a Voyeur 2005 - Bludreams - First Offense 14 - Here's the Thing About Young Chicks | - Pussy Foot'n 13 - Two Hot - Way of the Dragon 2004 - Country Girls 2 - Hotel Decadence - Football Fantasies - Hot Chicks, Little Tits 2 - I Love This Business - Jack's Playground 17 - Krystal Method |

## Premios
- High Times magazine Ganja Goddess 2006[4]
- Penthouse Pet del Mes (enero de 2005)[3]
- Penthouse Pet del Año (2006)[3]